# Hulodes seranensis
Hulodes seranensis là một loài bướm đêm trong họ Erebidae.